# Liste des députés allemands de l'Empire allemand (3e législature)
Les députés de la troisième législature du Reichstag sont les députés du Reichstag élus lors des élections législatives allemandes de 1877 pour la période 1877-1878.

## Liste des députés
| État                                      | District          | Circonscription | Élu                                      | Parti | Parti           |
| ----------------------------------------- | ----------------- | --- | ---------------------------------------- | ----- | --------------- |
| Royaume de Prusse (Prusse-Orientale)      | Königsberg        | 01 (Memel-Heydekrug) | Helmuth Karl Bernhard von Moltke         |       | DKP             |
| Royaume de Prusse (Prusse-Orientale)      | Königsberg        | 02 (Labiau-Wehlau) | Friedrich Fernow                         |       | NLP             |
| Royaume de Prusse (Prusse-Orientale)      | Königsberg        | 03 (Königsberg-Ville) | Julius Dickert                           |       | DFP             |
| Royaume de Prusse (Prusse-Orientale)      | Königsberg        | 04 (Fischhausen-Königsberg-Campagne) | Otto Tortilowicz von Batocki-Friebe      |       | DKP             |
| Royaume de Prusse (Prusse-Orientale)      | Königsberg        | 05 (Heiligenbeil-Preußisch Eylau) | Alfred von Tettau                        |       | DKP             |
| Royaume de Prusse (Prusse-Orientale)      | Königsberg        | 06 (Braunsberg-Heilsberg) | Anton Pohlmann                           |       | ZEN             |
| Royaume de Prusse (Prusse-Orientale)      | Königsberg        | 07 (Preußisch Holland-Mohrungen) | Rudolph Wichmann                         |       | DKP             |
| Royaume de Prusse (Prusse-Orientale)      | Königsberg        | 08 (Osterode-Neidenburg) | Otto Pannek                              |       | DFP             |
| Royaume de Prusse (Prusse-Orientale)      | Königsberg        | 09 (Allenstein-Rößel) | Rudolph Borowski                         |       | ZEN             |
| Royaume de Prusse (Prusse-Orientale)      | Königsberg        | 10 (Rastenburg-Friedland-Gerdauen) | Udo de Stolberg-Wernigerode              |       | DKP             |
| Royaume de Prusse (Prusse-Orientale)      | Gumbinnen         | 01 (Tilsit-Niederung) | Adolf Bernhardi                          |       | DFP             |
| Royaume de Prusse (Prusse-Orientale)      | Gumbinnen         | 02 (Ragnit-Pillkallen) | Wilhelm Francke                          |       | DFP             |
| Royaume de Prusse (Prusse-Orientale)      | Gumbinnen         | 03 (Gumbinnen-Insterbourg) | Konstanz von Saucken-Julienfelde         |       | DFP             |
| Royaume de Prusse (Prusse-Orientale)      | Gumbinnen         | 04 (Stallupönen-Goldap-Darkehmen) | Gustav von Goßler                        |       | DKP             |
| Royaume de Prusse (Prusse-Orientale)      | Gumbinnen         | 05 (Angerburg-Lötzen) | Ludwig von Staudy                        |       | DKP             |
| Royaume de Prusse (Prusse-Orientale)      | Gumbinnen         | 06 (Oletzko-Lyck-Johannisburg) | Adolf Hillmann                           |       | DFP             |
| Royaume de Prusse (Prusse-Orientale)      | Gumbinnen         | 07 (Sensburg-Ortelsbourg) | Eugen Müllner                            |       | DFP             |
| Royaume de Prusse (Prusse-Occidentale)    | Dantzig           | 01 (Marienbourg-Elbing) | Otto Hausburg                            |       | Libéral         |
| Royaume de Prusse (Prusse-Occidentale)    | Dantzig           | 02 (Dantzig-Haut-Dantzig-Bas) | Wilhelm Albrecht                         |       | NLP             |
| Royaume de Prusse (Prusse-Occidentale)    | Dantzig           | 03 (Dantzig-Ville) | Heinrich Rickert                         |       | NLP             |
| Royaume de Prusse (Prusse-Occidentale)    | Dantzig           | 04 (Neustadt-Putzig-Karthaus) | Sigismund von Dzialowski                 |       | Pole            |
| Royaume de Prusse (Prusse-Occidentale)    | Dantzig           | 05 (Berent-Preußisch Stargard-Dirschau) | Adam von Sierakowski                     |       | Pole            |
| Royaume de Prusse (Prusse-Occidentale)    | Marienwerder      | 01 (Marienwerder-Stuhm) | Leopold von Winter                       |       | NLP             |
| Royaume de Prusse (Prusse-Occidentale)    | Marienwerder      | 02 (Rosenberg-Löbau-en-Prusse-Occidentale (de)) | Rodrigo zu Dohna-Finckenstein            |       | DKP             |
| Royaume de Prusse (Prusse-Occidentale)    | Marienwerder      | 03 (Graudenz-Strasbourg) | Hugo Bieler                              |       | NLP             |
| Royaume de Prusse (Prusse-Occidentale)    | Marienwerder      | 04 (Thorn-Kulm-Briesen) | Hermann Paul Gerhard                     |       | Libéral         |
| Royaume de Prusse (Prusse-Occidentale)    | Marienwerder      | 05 (Schwetz) | Franz August von Gordon                  |       | DKP             |
| Royaume de Prusse (Prusse-Occidentale)    | Marienwerder      | 06 (Konitz-Tuchel) | Leon von Czarlinski                      |       | Pole            |
| Royaume de Prusse (Prusse-Occidentale)    | Marienwerder      | 07 (Schlochau-Flatow) | Botho Heinrich zu Eulenburg              |       | DKP             |
| Royaume de Prusse (Prusse-Occidentale)    | Marienwerder      | 08 (Deutsch-Krone) | Friedrich Lehr                           |       | NLP             |
| Royaume de Prusse (Berlin)                | Berlin            | 01 (Alt-Berlin-Cölln-Friedrichswerder-Dorotheenstadt-Friedrichstadt-Nord) | Max Hirsch                               |       | DFP             |
| Royaume de Prusse (Berlin)                | Berlin            | 02 (Schöneberger Vorstadt-Friedrichsvorstadt-Tempelhofer Vorstadt-Friedrichstadt-Sud) | Moritz Klotz                             |       | DFP             |
| Royaume de Prusse (Berlin)                | Berlin            | 03 (Luisenstadt-Neu-Cölln) | Kurt von Saucken-Tarputschen             |       | DFP             |
| Royaume de Prusse (Berlin)                | Berlin            | 04 (Luisenstadt-Stralauer Vorstadt-Königsstadt-Est) | Friedrich Wilhelm Fritzsche              |       | SAP             |
| Royaume de Prusse (Berlin)                | Berlin            | 05 (Spandauer Vorstadt-Friedrich-Wilhelm-Stadt-Königsstadt-Ouest) | Franz Duncker                            |       | DFP             |
| Royaume de Prusse (Berlin)                | Berlin            | 06 (Wedding-Gesundbrunnen-Moabit-Oranienburger Vorstadt-Rosenthaler Vorstadt) | Wilhelm Hasenclever                      |       | SAP             |
| Royaume de Prusse (Brandebourg)           | Potsdam           | 01 (Prignitz-de-l'Ouest) | Gustav von Jagow                         |       | DKP             |
| Royaume de Prusse (Brandebourg)           | Potsdam           | 02 (Prignitz-de-l'Est) | Hermann von Graevenitz                   |       | DRP             |
| Royaume de Prusse (Brandebourg)           | Potsdam           | 03 (Ruppin-Templin) | Adolf von Arnim-Boitzenburg              |       | DRP             |
| Royaume de Prusse (Brandebourg)           | Potsdam           | 04 (Prenzlau-Angermünde) | Friedrich von Wedell-Malchow             |       | DKP             |
| Royaume de Prusse (Brandebourg)           | Potsdam           | 05 (Haut-Barnim) | Felix von Bethmann-Hollweg               |       | DRP             |
| Royaume de Prusse (Brandebourg)           | Potsdam           | 06 (Bas-Barnim-Lichtenberg) | Emanuel Mendel                           |       | DFP             |
| Royaume de Prusse (Brandebourg)           | Potsdam           | 07 (Potsdam-Havelland-de-l'Est-Spandau) | Emanuel Wulfshein                        |       | DFP             |
| Royaume de Prusse (Brandebourg)           | Potsdam           | 08 (Brandebourg-sur-la-Havel-Havelland-de-l'Ouest) | August Hausmann                          |       | DFP             |
| Royaume de Prusse (Brandebourg)           | Potsdam           | 09 (Zauch-Belzig-Jüterbog-Luckenwalde) | Hugo Hermes                              |       | DFP             |
| Royaume de Prusse (Brandebourg)           | Potsdam           | 10 (Teltow-Beeskow-Storkow-Charlottenbourg-Schöneberg-Neukölln-Wilmersdorf) | Adolf Kiepert                            |       | NLP             |
| Royaume de Prusse (Brandebourg)           | Francfort         | 01 (Arnswalde-Friedeberg) | Paul von Brand                           |       | DKP             |
| Royaume de Prusse (Brandebourg)           | Francfort         | 02 (Landsberg-sur-la-Warthe-Soldin) | Theodor Jacobs                           |       | NLP             |
| Royaume de Prusse (Brandebourg)           | Francfort         | 03 (Königsberg) | Albert von Levetzow                      |       | DKP             |
| Royaume de Prusse (Brandebourg)           | Francfort         | 04 (Francfort-sur-l'Oder-Lebus) | Gerhard Struve                           |       | NLP             |
| Royaume de Prusse (Brandebourg)           | Francfort         | 05 (Sternberg-Est-Sternberg-Ouest) | Karl von Waldow und Reitzenstein         |       | DKP             |
| Royaume de Prusse (Brandebourg)           | Francfort         | 06 (Züllichau-Schwiebus-Crossen-sur-l'Oder) | Otto Uhden                               |       | DKP             |
| Royaume de Prusse (Brandebourg)           | Francfort         | 07 (Guben-Lübben) | Ewald von Kleist                         |       | DKP             |
| Royaume de Prusse (Brandebourg)           | Francfort         | 08 (Sorau-Forst) | Henning von Puttkamer                    |       | NLP             |
| Royaume de Prusse (Brandebourg)           | Francfort         | 09 (Cottbus-Spremberg) | Karl von Bärensprung                     |       | DKP             |
| Royaume de Prusse (Brandebourg)           | Francfort         | 10 (Calau-Luckau) | Otto von Manteuffel                      |       | DKP             |
| Royaume de Prusse (Poméranie)             | Stettin           | 01 (Demmin-Anklam) | Helmuth von Maltzahn                     |       | DKP             |
| Royaume de Prusse (Poméranie)             | Stettin           | 02 (Ueckermünde-Usedom-Wollin) | Heinrich Dohrn                           |       | NLP             |
| Royaume de Prusse (Poméranie)             | Stettin           | 03 (Randow-Greifenhagen) | Victor Kolbe                             |       | NLP             |
| Royaume de Prusse (Poméranie)             | Stettin           | 04 (Stettin) | Carl Theodor Schmidt                     |       | Libéral         |
| Royaume de Prusse (Poméranie)             | Stettin           | 05 (Pyritz-Saatzig) | Wilhelm von Schöning                     |       | DKP             |
| Royaume de Prusse (Poméranie)             | Stettin           | 06 (Naugard-Regenwalde) | Wilhelm von Flügge                       |       | DKP             |
| Royaume de Prusse (Poméranie)             | Stettin           | 07 (Greifenberg-Cammin) | Carl von Woedtke                         |       | DKP             |
| Royaume de Prusse (Poméranie)             | Köslin            | 01 (Stolp-Lauenbourg) | Otto Schlomka                            |       | DRP             |
| Royaume de Prusse (Poméranie)             | Köslin            | 02 (Bütow-Rummelsburg-Schlawe) | Wilhelm Friedrich Moritz Kette           |       | DRP             |
| Royaume de Prusse (Poméranie)             | Köslin            | 03 (Köslin-Colberg-Cörlin-Bublitz) | August von Gerlach                       |       | DKP             |
| Royaume de Prusse (Poméranie)             | Köslin            | 04 (Belgard-sur-la-Persante-Schivelbein-Dramburg) | Conrad von Kleist                        |       | DKP             |
| Royaume de Prusse (Poméranie)             | Köslin            | 05 (Neustettin) | Hermann von Busse                        |       | DKP             |
| Royaume de Prusse (Poméranie)             | Stralsund         | 01 (Rügen-Stralsund-Franzburg) | Friedrich von Behr                       |       | DRP             |
| Royaume de Prusse (Poméranie)             | Stralsund         | 02 (Greifswald-Grimmen) | Hermann von Vahl                         |       | NLP             |
| Royaume de Prusse (Posnanie)              | Posen             | 01 (Posen) | Hippolyt von Turno                       |       | Pole            |
| Royaume de Prusse (Posnanie)              | Posen             | 02 (Samter-Birnbaum-Obornik-Schwerin-sur-la-Warthe) | Stephan von Kwilecki                     |       | Pole            |
| Royaume de Prusse (Posnanie)              | Posen             | 03 (Meseritz-Bomst) | Hans Wilhelm von Unruhe-Bomst            |       | DRP             |
| Royaume de Prusse (Posnanie)              | Posen             | 04 (Buk-Schmiegel-Kosten) | Joseph von Zoltowski                     |       | Pole            |
| Royaume de Prusse (Posnanie)              | Posen             | 05 (Gostyn-Rawitsch) | Roman Czartoryski                        |       | Pole            |
| Royaume de Prusse (Posnanie)              | Posen             | 06 (Fraustadt-Lissa) | Maximilian von Puttkamer                 |       | NLP             |
| Royaume de Prusse (Posnanie)              | Posen             | 07 (Schrimm-Schroda) | Roman von Komierowski                    |       | Pole            |
| Royaume de Prusse (Posnanie)              | Posen             | 08 (Wreschen-Pleschen-Jarotschin) | Stefan von Zoltowski                     |       | Pole            |
| Royaume de Prusse (Posnanie)              | Posen             | 09 (Krotoschin-Koschmin) | Theophil Magdzinski                      |       | Pole            |
| Royaume de Prusse (Posnanie)              | Posen             | 10 (Adelnau-Schildberg-Ostrowo-Kempen-en-Posnanie) | Ferdinand von Radziwill                  |       | Pole            |
| Royaume de Prusse (Posnanie)              | Bromberg          | 01 (Czarnikau-Filehne-Colmar-en-Posnanie) | Axel von Colmar-Meyenburg                |       | DKP             |
| Royaume de Prusse (Posnanie)              | Bromberg          | 02 (Wirsitz-Schubin-Znin) | Leo von Skorzewski                       |       | Pole            |
| Royaume de Prusse (Posnanie)              | Bromberg          | 03 (Bromberg) | Oskar Wehr                               |       | NLP             |
| Royaume de Prusse (Posnanie)              | Bromberg          | 04 (Hohensalza-Mogilno-Strelno) | Thomas von Kozlowski                     |       | Pole            |
| Royaume de Prusse (Posnanie)              | Bromberg          | 05 (Gnesen-Wongrowitz-Witkowo) | Eustachius von Rogalinski                |       | Pole            |
| Royaume de Prusse (Silésie)               | Breslau           | 01 (Guhrau-Steinau-Wohlau) | Friedrich von Ravenstein                 |       | DKP             |
| Royaume de Prusse (Silésie)               | Breslau           | 02 (Militsch-Trebnitz) | August von Maltzan                       |       | DRP             |
| Royaume de Prusse (Silésie)               | Breslau           | 03 (Groß Wartenberg-Œls) | Wilhelm von Kardorff                     |       | DRP             |
| Royaume de Prusse (Silésie)               | Breslau           | 04 (Namslau-Brieg) | Anton Leopold Allnoch                    |       | DFP             |
| Royaume de Prusse (Silésie)               | Breslau           | 05 (Ohlau-Strehlen-Nimptsch) | Fred von Frankenberg-Ludwigsdorf         |       | DRP             |
| Royaume de Prusse (Silésie)               | Breslau           | 06 (Breslau-Est) | Leo Molinari                             |       | NLP             |
| Royaume de Prusse (Silésie)               | Breslau           | 07 (Breslau-Ouest) | Heinrich Bürgers                         |       | DFP             |
| Royaume de Prusse (Silésie)               | Breslau           | 08 (Neumarkt-Breslau-Campagne) | Victor Ier de Hohenlohe-Ratibor          |       | DRP             |
| Royaume de Prusse (Silésie)               | Breslau           | 09 (Striegau-Schweidnitz) | Ernst Witte                              |       | NLP             |
| Royaume de Prusse (Silésie)               | Breslau           | 10 (Waldenburg) | Jean-Henri XI d'Hochberg                 |       | DRP             |
| Royaume de Prusse (Silésie)               | Breslau           | 11 (Reichenbach-Neurode) | August Kapell                            |       | SAP             |
| Royaume de Prusse (Silésie)               | Breslau           | 12 (Glatz-Habelschwerdt) | Robert von Ludwig                        |       | ZEN             |
| Royaume de Prusse (Silésie)               | Breslau           | 13 (Frankenstein-Münsterberg) | Johann von Harbuval-Chamaré-Stolz        |       | ZEN             |
| Royaume de Prusse (Silésie)               | Oppeln            | 01 (Kreuzburg-Rosenberg-en-Haute-Silésie) | Eduard Georg von Bethusy-Huc             |       | DRP             |
| Royaume de Prusse (Silésie)               | Oppeln            | 02 (Oppeln) | Franz von Ballestrem                     |       | ZEN             |
| Royaume de Prusse (Silésie)               | Oppeln            | 03 (Groß Strehlitz-Cosel) | Adolph Franz                             |       | ZEN             |
| Royaume de Prusse (Silésie)               | Oppeln            | 04 (Lublinitz-Tost-Gleiwitz) | Alexander von Schalscha                  |       | ZEN             |
| Royaume de Prusse (Silésie)               | Oppeln            | 05 (Beuthen-Tarnowitz) | Edmund von Radziwill                     |       | ZEN             |
| Royaume de Prusse (Silésie)               | Oppeln            | 06 (Kattowitz-Zabrze) | Ludwig Richard Edler                     |       | ZEN             |
| Royaume de Prusse (Silésie)               | Oppeln            | 07 (Pless-Rybnik) | Eduard Müller                            |       | ZEN             |
| Royaume de Prusse (Silésie)               | Oppeln            | 08 (Ratibor) | Karl von Wallhofen                       |       | ZEN             |
| Royaume de Prusse (Silésie)               | Oppeln            | 09 (Leobschütz) | Julius Cäsar von Nayhauß-Cormons         |       | ZEN             |
| Royaume de Prusse (Silésie)               | Oppeln            | 10 (Neustadt-en-Haute-Silésie) | Friedrich zu Stolberg-Stolberg           |       | ZEN             |
| Royaume de Prusse (Silésie)               | Oppeln            | 11 (Falkenberg-en-Haute-Silésie-Grottkau) | Friedrich von Praschma                   |       | ZEN             |
| Royaume de Prusse (Silésie)               | Oppeln            | 12 (Neisse) | Albert Horn                              |       | ZEN             |
| Royaume de Prusse (Silésie)               | Liegnitz          | 01 (Grünberg-Freystadt) | Karl zu Carolath-Beuthen                 |       | DRP             |
| Royaume de Prusse (Silésie)               | Liegnitz          | 02 (Sagan-Sprottau) | Julius Reinecke                          |       | NLP             |
| Royaume de Prusse (Silésie)               | Liegnitz          | 03 (Glogau) | Carl Braun                               |       | NLP             |
| Royaume de Prusse (Silésie)               | Liegnitz          | 04 (Lüben-Bunzlau) | Adalbert Falk                            |       | DRP             |
| Royaume de Prusse (Silésie)               | Liegnitz          | 05 (Löwenberg) | Karl Leopold Michaelis                   |       | NLP             |
| Royaume de Prusse (Silésie)               | Liegnitz          | 06 (Liegnitz-Goldberg-Haynau) | Rudolf Johann Friedrich Quoos            |       | NLP             |
| Royaume de Prusse (Silésie)               | Liegnitz          | 07 (Landeshut-Jauer-Bolkenhain) | Rudolf von Gneist                        |       | NLP             |
| Royaume de Prusse (Silésie)               | Liegnitz          | 08 (Schönau-Hirschberg) | Georg von Bunsen                         |       | NLP             |
| Royaume de Prusse (Silésie)               | Liegnitz          | 09 (Görlitz-Lauban) | Hermann Grothe                           |       | NLP             |
| Royaume de Prusse (Silésie)               | Liegnitz          | 10 (Rothenburg-Hoyerswerda) | Otto Theodor von Seydewitz               |       | DKP             |
| Royaume de Prusse (Saxe)                  | Magdebourg        | 01 (Salzwedel-Gardelegen) | Friedrich Kapp                           |       | NLP             |
| Royaume de Prusse (Saxe)                  | Magdebourg        | 02 (Stendal-Osterburg) | Hermann von Lüderitz                     |       | DKP             |
| Royaume de Prusse (Saxe)                  | Magdebourg        | 03 (Jerichow I-Jerichow II) | Gustav von Bonin                         |       | Libéral         |
| Royaume de Prusse (Saxe)                  | Magdebourg        | 04 (Magdebourg) | Hans Victor von Unruh                    |       | NLP             |
| Royaume de Prusse (Saxe)                  | Magdebourg        | 05 (Neuhaldensleben-Wolmirstedt) | Max von Forckenbeck                      |       | NLP             |
| Royaume de Prusse (Saxe)                  | Magdebourg        | 06 (Wanzleben) | Robert von Benda                         |       | NLP             |
| Royaume de Prusse (Saxe)                  | Magdebourg        | 07 (Aschersleben-Quedlinbourg-Calbe-sur-la-Saale) | Adolph von Dietze                        |       | DRP             |
| Royaume de Prusse (Saxe)                  | Magdebourg        | 08 (Halberstadt-Oschersleben-Wernigerode) | August von Bernuth                       |       | NLP             |
| Royaume de Prusse (Saxe)                  | Mersebourg        | 01 (Liebenwerda-Torgau) | Justus Clauswitz                         |       | DRP             |
| Royaume de Prusse (Saxe)                  | Mersebourg        | 02 (Schweinitz-Wittemberg) | Otto von Helldorff                       |       | DKP             |
| Royaume de Prusse (Saxe)                  | Mersebourg        | 03 (Bitterfeld-Delitzsch) | Carl Gustav Thilo                        |       | DRP             |
| Royaume de Prusse (Saxe)                  | Mersebourg        | 04 (Halle-sur-Saale-la Saale) | Wilhelm Spielberg                        |       | Libéral         |
| Royaume de Prusse (Saxe)                  | Mersebourg        | 05 (Mansfeld-Lac-Mansfeld-Montagne) | Anton Sombart                            |       | NLP             |
| Royaume de Prusse (Saxe)                  | Mersebourg        | 06 (Sangerhausen-Eckartsberga) | Friedrich Hermann Müller                 |       | NLP             |
| Royaume de Prusse (Saxe)                  | Mersebourg        | 07 (Querfurt-Mersebourg) | Johannes Moritz Wölfel                   |       | NLP             |
| Royaume de Prusse (Saxe)                  | Mersebourg        | 08 (Naumbourg-Weißenfels-Zeitz) | Otto Rohland                             |       | Libéral         |
| Royaume de Prusse (Saxe)                  | Erfurt            | 01 (Comté d'Hohenstein) | August Götting                           |       | NLP             |
| Royaume de Prusse (Saxe)                  | Erfurt            | 02 (Heiligenstadt-Worbis) | Eduard Strecker                          |       | ZEN             |
| Royaume de Prusse (Saxe)                  | Erfurt            | 03 (Muhlouse-Langensalza-Weißensee) | Karl Rudolf Friedenthal                  |       | DRP             |
| Royaume de Prusse (Saxe)                  | Erfurt            | 04 (Erfurt-Schleusingen-Ziegenrück) | Robert Lucius                            |       | DRP             |
| Royaume de Prusse (Schleswig-Holstein)    |                   | 01 (Hadersleben-Sonderburg) | Hans Andersen Krüger                     |       | Däne            |
| Royaume de Prusse (Schleswig-Holstein)    |                   | 02 (Apenrade-Flensbourg) | Paul Hinschius                           |       | NLP             |
| Royaume de Prusse (Schleswig-Holstein)    |                   | 03 (Schleswig-Eckernförde) | Heinrich Adolph Meyer                    |       | DFP             |
| Royaume de Prusse (Schleswig-Holstein)    |                   | 04 (Tondern-Husum-Eiderstedt) | Hans Heinrich Wachs                      |       | NLP             |
| Royaume de Prusse (Schleswig-Holstein)    |                   | 05 (Dithmarse-du-Nord-Dithmarse-du-Sud-Steinburg) | Samuel Heinrich Hall                     |       | NLP             |
| Royaume de Prusse (Schleswig-Holstein)    |                   | 06 (Pinneberg-Segeberg) | Georg Beseler                            |       | NLP             |
| Royaume de Prusse (Schleswig-Holstein)    |                   | 07 (Kiel-Rendsburg) | Albert Hänel                             |       | DFP             |
| Royaume de Prusse (Schleswig-Holstein)    |                   | 08 (Altona-Stormarn) | Gustav Karsten                           |       | DFP             |
| Royaume de Prusse (Schleswig-Holstein)    |                   | 09 (Oldenbourg-en-Holstein-Plön) | Conrad von Holstein                      |       | DKP             |
| Royaume de Prusse (Schleswig-Holstein)    |                   | 10 (Duché de Lauenbourg) | Friedrich Hammacher                      |       | NLP             |
| Royaume de Prusse (Hanovre)               |                   | 01 (Emden-Norden-Weener) | Jan ten Doornkaat Koolman                |       | NLP             |
| Royaume de Prusse (Hanovre)               |                   | 02 (Aurich-Wittmund-Leer) | Edo Peterssen                            |       | NLP             |
| Royaume de Prusse (Hanovre)               |                   | 03 (Meppen-Lingen-Bentheim-Aschendorf-Hümmling) | Ludwig Windthorst                        |       | ZEN             |
| Royaume de Prusse (Hanovre)               |                   | 04 (Osnabrück-Bersenbrück-Iburg) | Ernst Ludwig von Gerlach                 |       | ZEN             |
| Royaume de Prusse (Hanovre)               |                   | 05 (Melle-Diepholz-Wittlage-Sulingen-Stolzenau) | Johannes Struckmann                      |       | NLP             |
| Royaume de Prusse (Hanovre)               |                   | 06 (Syke-Verden-Hoya-Achim) | Diedrich Precht                          |       | NLP             |
| Royaume de Prusse (Hanovre)               |                   | 07 (Nienburg-Neustadt am Rübenberge-Fallingbostel) | Carl Ferdinand Nieper                    |       | DHP             |
| Royaume de Prusse (Hanovre)               |                   | 08 (Hanovre) | Ludwig Brüel                             |       | DHP             |
| Royaume de Prusse (Hanovre)               |                   | 09 (Hamelin-Linden-Springe) | Wilhelm Spangenberg                      |       | DRP             |
| Royaume de Prusse (Hanovre)               |                   | 10 (Hildesheim-Marienburg-Alfeld-sur-la-Leine-Gronau) | Hermann Roemer                           |       | NLP             |
| Royaume de Prusse (Hanovre)               |                   | 11 (Einbeck-Northeim-Osterode am Harz-Uslar) | Siegfried Wilhelm Albrecht               |       | NLP             |
| Royaume de Prusse (Hanovre)               |                   | 12 (Göttingen-Duderstadt-Münden) | Reinhard von Adelebsen                   |       | DHP             |
| Royaume de Prusse (Hanovre)               |                   | 13 (Goslar-Zellerfeld-Ilfeld) | Otto zu Stolberg-Wernigerode             |       | DRP             |
| Royaume de Prusse (Hanovre)               |                   | 14 (Gifhorn-Celle-Peine-Burgdorf) | Eduard von der Brelie                    |       | NLP             |
| Royaume de Prusse (Hanovre)               |                   | 15 (Lüchow-Uelzen-Dannenberg-Bleckede-Isenhagen) | Berthold von Bernstorff                  |       | DHP             |
| Royaume de Prusse (Hanovre)               |                   | 16 (Lunebourg-Soltau-Winsen) | Erich von Reden                          |       | NLP             |
| Royaume de Prusse (Hanovre)               |                   | 17 (Harbourg-Rotenbourg-en-Hanovre-Zeven) | August Grumbrecht                        |       | NLP             |
| Royaume de Prusse (Hanovre)               |                   | 18 (Stade-Geestemünde-Bremervörde-Osterholz-Blumenthal) | Wilhelm Laporte                          |       | NLP             |
| Royaume de Prusse (Hanovre)               |                   | 19 (Neuhaus-sur-l'Oste-Hadeln-Lehe-Kehdingen-Jork) | Rudolf von Bennigsen                     |       | NLP             |
| Royaume de Prusse (Westphalie)            | Münster           | 01 (Tecklembourg-Steinfurt-Ahaus) | Burghard von Schorlemer-Alst             |       | ZEN             |
| Royaume de Prusse (Westphalie)            | Münster           | 02 (Münster-Coesfeld) | Clemens Heereman von Zuydwyck            |       | ZEN             |
| Royaume de Prusse (Westphalie)            | Münster           | 03 (Borken-Recklinghausen) | Max von Landsberg-Velen                  |       | ZEN             |
| Royaume de Prusse (Westphalie)            | Münster           | 04 (Lüdinghausen-Beckum-Warendorf) | Ignatz von Landsberg-Velen und Steinfurt |       | ZEN             |
| Royaume de Prusse (Westphalie)            | Minden            | 01 (Minden-Lübbecke) | Philipp von Nathusius                    |       | DKP             |
| Royaume de Prusse (Westphalie)            | Minden            | 02 (Herford-Halle-en-Westphalie) | Hans Hugo von Kleist-Retzow              |       | DKP             |
| Royaume de Prusse (Westphalie)            | Minden            | 03 (Bielefeld-Wiedenbrück) | Heinrich Eugen Marcard                   |       | DKP             |
| Royaume de Prusse (Westphalie)            | Minden            | 04 (Paderborn-Büren) | Hermann von und zu Brenken               |       | ZEN             |
| Royaume de Prusse (Westphalie)            | Minden            | 05 (Höxter-Warburg) | Carl von Wendt-Papenhausen               |       | ZEN             |
| Royaume de Prusse (Westphalie)            | Arnsberg          | 01 (Wittgenstein-Siegen-Biedenkopf) | Louis Ernst                              |       | NLP             |
| Royaume de Prusse (Westphalie)            | Arnsberg          | 02 (Olpe-Arnsberg-Meschede) | Peter Reichensperger                     |       | ZEN             |
| Royaume de Prusse (Westphalie)            | Arnsberg          | 03 (Altena-Iserlohn-Lüdenscheid) | Heinrich Kreutz                          |       | Libéral         |
| Royaume de Prusse (Westphalie)            | Arnsberg          | 04 (Hagen-Schwelm-Witten) | Eugen Richter                            |       | DFP             |
| Royaume de Prusse (Westphalie)            | Arnsberg          | 05 (Bochum-Gelsenkirchen-Hattingen-Herne) | Wilhelm Loewe                            |       | Libéral         |
| Royaume de Prusse (Westphalie)            | Arnsberg          | 06 (Dortmund-Hörde) | Louis Constanz Berger                    |       | Libéral         |
| Royaume de Prusse (Westphalie)            | Arnsberg          | 07 (Hamm-Soest) | Florens von Bockum-Dolffs                |       | Libéral         |
| Royaume de Prusse (Westphalie)            | Arnsberg          | 08 (Lippstadt-Brilon) | Theodor Schroeder                        |       | ZEN             |
| Royaume de Prusse (Hesse-Nassau)          | Wiesbaden         | 01 (Haut-Taunus-Höchst-Usingen) | Adolf Brüning                            |       | NLP             |
| Royaume de Prusse (Hesse-Nassau)          | Wiesbaden         | 02 (Wiesbaden-Rheingau-Bas-Taunus) | Hermann Schulze-Delitzsch                |       | DFP             |
| Royaume de Prusse (Hesse-Nassau)          | Wiesbaden         | 03 (Saint-Goarshausen-Bas-Westerwald) | Ernst Lieber                             |       | ZEN             |
| Royaume de Prusse (Hesse-Nassau)          | Wiesbaden         | 04 (Limbourg-Haute-Lahn-Basse-Lahn) | Hubert Hilf                              |       | DFP             |
| Royaume de Prusse (Hesse-Nassau)          | Wiesbaden         | 05 (Dill-Haut-Westerwald) | Georg Thilenius                          |       | NLP             |
| Royaume de Prusse (Hesse-Nassau)          | Wiesbaden         | 06 (Francfort-sur-le-Main) | Karl Holthof                             |       | DtVP            |
| Royaume de Prusse (Hesse-Nassau)          | Cassel            | 01 (Comté de Schaumbourg-Hofgeismar-Wolfhagen) | Friedrich Oetker                         |       | NLP             |
| Royaume de Prusse (Hesse-Nassau)          | Cassel            | 02 (Cassel-Melsungen) | Otto Bähr                                |       | NLP             |
| Royaume de Prusse (Hesse-Nassau)          | Cassel            | 03 (Fritzlar-Homberg-Ziegenhain) | Wilhelm Wehrenpfennig                    |       | NLP             |
| Royaume de Prusse (Hesse-Nassau)          | Cassel            | 04 (Eschwege-Seigneurie de Schmalkalden-Witzenhausen) | Richard Harnier                          |       | NLP             |
| Royaume de Prusse (Hesse-Nassau)          | Cassel            | 05 (Marbourg-Frankenberg-Kirchhain) | August von Ende                          |       | DRP             |
| Royaume de Prusse (Hesse-Nassau)          | Cassel            | 06 (Hersfeld-Rotenburg-sur-la-Fulda-Hünfeld) | Wilhelm Gleim                            |       | NLP             |
| Royaume de Prusse (Hesse-Nassau)          | Cassel            | 07 (Fulda-Schlüchtern-Gersfeld) | Franz Herrlein                           |       | ZEN             |
| Royaume de Prusse (Hesse-Nassau)          | Cassel            | 08 (Hanau-Gelnhausen) | Hermann Weigel                           |       | NLP             |
| Royaume de Prusse (Rhénanie)              | Cologne           | 01 (Cologne-Ville) | Eduard Schenk                            |       | ZEN             |
| Royaume de Prusse (Rhénanie)              | Cologne           | 02 (Cologne-Campagne) | Clemens Menken                           |       | ZEN             |
| Royaume de Prusse (Rhénanie)              | Cologne           | 03 (Bergheim-sur-l'Erft-Euskirchen) | Wilhelm Rudolphi                         |       | ZEN             |
| Royaume de Prusse (Rhénanie)              | Cologne           | 04 (Rheinbach-Bonn) | Eugen von Kesseler                       |       | ZEN             |
| Royaume de Prusse (Rhénanie)              | Cologne           | 05 (Sieg-Waldbröl) | Joseph Lingens                           |       | ZEN             |
| Royaume de Prusse (Rhénanie)              | Cologne           | 06 (Mülheim-sur-le-Rhin-Gummersbach-Wipperfürth) | Constantin Hamm                          |       | ZEN             |
| Royaume de Prusse (Rhénanie)              | Düsseldorf        | 01 (Remscheid-Lennep-Mettmann) | Friedrich Techow                         |       | NLP             |
| Royaume de Prusse (Rhénanie)              | Düsseldorf        | 02 (Elberfeld-Barmen) | Andreas Prell                            |       | NLP             |
| Royaume de Prusse (Rhénanie)              | Düsseldorf        | 03 (Solingen) | Moritz Rittinghausen                     |       | SAP             |
| Royaume de Prusse (Rhénanie)              | Düsseldorf        | 04 (Düsseldorf) | Josef Bernards                           |       | ZEN             |
| Royaume de Prusse (Rhénanie)              | Düsseldorf        | 05 (Essen-Ville) | Gerhard Stötzel                          |       | ZEN             |
| Royaume de Prusse (Rhénanie)              | Düsseldorf        | 06 (Duisbourg-Mülheim-Ruhrort-Oberhausen) | Johann Friedrich von Schulte             |       | NLP             |
| Royaume de Prusse (Rhénanie)              | Düsseldorf        | 07 (Moers-Rees) | Heinrich Grütering                       |       | ZEN             |
| Royaume de Prusse (Rhénanie)              | Düsseldorf        | 08 (Clèves-Gueldre) | Clemens Perger                           |       | ZEN             |
| Royaume de Prusse (Rhénanie)              | Düsseldorf        | 09 (Kempen) | Hugo Pfafferott                          |       | ZEN             |
| Royaume de Prusse (Rhénanie)              | Düsseldorf        | 10 (Gladbach) | Friedrich von Kehler                     |       | ZEN             |
| Royaume de Prusse (Rhénanie)              | Düsseldorf        | 11 (Krefeld) | August Reichensperger                    |       | ZEN             |
| Royaume de Prusse (Rhénanie)              | Düsseldorf        | 12 (Neuss-Grevenbroich) | Albert von Thimus                        |       | ZEN             |
| Royaume de Prusse (Rhénanie)              | Coblence          | 01 (Wetzlar-Altenkirchen) | Ludwig von Beughem                       |       | NLP             |
| Royaume de Prusse (Rhénanie)              | Coblence          | 02 (Neuwied) | Alfred zu Stolberg-Stolberg              |       | ZEN             |
| Royaume de Prusse (Rhénanie)              | Coblence          | 03 (Coblence-Saint-Goar) | Georg von Hertling                       |       | ZEN             |
| Royaume de Prusse (Rhénanie)              | Coblence          | 04 (Kreuznach-Simmern) | Heinrich von Treitschke                  |       | NLP             |
| Royaume de Prusse (Rhénanie)              | Coblence          | 05 (Mayen-Ahrweiler) | Friedrich Franz Kochann                  |       | ZEN             |
| Royaume de Prusse (Rhénanie)              | Coblence          | 06 (Adenau-Cochem-Zell) | Andreas von Grand-Ry                     |       | ZEN             |
| Royaume de Prusse (Rhénanie)              | Trèves            | 01 (Daun-Bitburg-Prüm) | Ferdinand von Hompesch-Bollheim          |       | ZEN             |
| Royaume de Prusse (Rhénanie)              | Trèves            | 02 (Wittlich-Bernkastel) | Christian Dieden                         |       | ZEN             |
| Royaume de Prusse (Rhénanie)              | Trèves            | 03 (Trèves) | Paul Majunke                             |       | ZEN             |
| Royaume de Prusse (Rhénanie)              | Trèves            | 04 (Sarrelouis-Merzig-Sarrebourg) | Bartholomäus Haanen                      |       | ZEN             |
| Royaume de Prusse (Rhénanie)              | Trèves            | 05 (Sarrebruck) | Gustav Pfaehler                          |       | NLP             |
| Royaume de Prusse (Rhénanie)              | Trèves            | 06 (Ottweiler-Saint-Wendel-Meisenheim) | Carl Ferdinand von Stumm-Halberg         |       | DRP             |
| Royaume de Prusse (Rhénanie)              | Aix-la-Chapelle   | 01 (Schleiden-Malmedy-Montjoie) | Heinrich Franssen                        |       | ZEN             |
| Royaume de Prusse (Rhénanie)              | Aix-la-Chapelle   | 02 (Eupen-Aix-la-Chapelle-Campagne) | Adam Bock                                |       | ZEN             |
| Royaume de Prusse (Rhénanie)              | Aix-la-Chapelle   | 03 (Aix-la-Chapelle-Ville) | Maximilian von Biegeleben                |       | ZEN             |
| Royaume de Prusse (Rhénanie)              | Aix-la-Chapelle   | 04 (Düren-Juliers) | Alfred von Hompesch                      |       | ZEN             |
| Royaume de Prusse (Rhénanie)              | Aix-la-Chapelle   | 05 (Geilenkirchen-Heinsberg-Erkelenz) | Hermann Ariovist von Fürth               |       | ZEN             |
| Royaume de Prusse (Hohenzollern)          | Sigmaringen       | 01 (Sigmaringen-Hechingen) | Johann Evangelist Maier                  |       | ZEN             |
| Royaume de Bavière                        | Haute-Bavière     | 01 (Munich I (Altstadt-Lehel-Maxvorstadt) | Franz August Schenk von Stauffenberg     |       | NLP             |
| Royaume de Bavière                        | Haute-Bavière     | 02 (Munich II (Isarvorstadt-Ludwigsvorstadt-Au-Haidhausen-Giesing) -Munich-Campagne-Starnberg-Wolfratshausen | Anton Westermayer                        |       | ZEN             |
| Royaume de Bavière                        | Haute-Bavière     | 03 (Aichach-Friedberg-Dachau-Schrobenhausen) | Sigmund von Pfetten-Arnbach              |       | ZEN             |
| Royaume de Bavière                        | Haute-Bavière     | 04 (Ingolstadt-Freising-Pfaffenhofen) | Peter Karl von Aretin                    |       | ZEN             |
| Royaume de Bavière                        | Haute-Bavière     | 05 (Wasserburg-Erding-Mühldorf) | Maximilian von Soden-Fraunhofen          |       | ZEN             |
| Royaume de Bavière                        | Haute-Bavière     | 06 (Weilheim-Werdenfels-Bruck-Landsberg-Schongau) | Ferdinand von Miller                     |       | ZEN             |
| Royaume de Bavière                        | Haute-Bavière     | 07 (Rosenheim-Ebersberg-Miesbach-Tölz) | Georg Ratzinger                          |       | ZEN             |
| Royaume de Bavière                        | Haute-Bavière     | 08 (Traunstein-Laufen-Berchtesgaden-Altötting) | Karl Senestrey                           |       | ZEN             |
| Royaume de Bavière                        | Basse-Bavière     | 01 (Landshut-Dingolfing-Vilsbiburg) | Karl von Ow                              |       | ZEN             |
| Royaume de Bavière                        | Basse-Bavière     | 02 (Straubing-Bogen-Landau-Vilshofen) | Conrad von Preysing                      |       | ZEN             |
| Royaume de Bavière                        | Basse-Bavière     | 03 (Passau-Wegscheid-Wolfstein-Grafenau) | Adolf Krätzer                            |       | ZEN             |
| Royaume de Bavière                        | Basse-Bavière     | 04 (Pfarrkirchen-Eggenfelden-Griesbach) | Johannes Arbinger                        |       | ZEN             |
| Royaume de Bavière                        | Basse-Bavière     | 05 (Deggendorf-Regen-Viechtach-Kötzting) | Aloys Hafenbrädl                         |       | ZEN             |
| Royaume de Bavière                        | Basse-Bavière     | 06 (Kelheim-Regen-Rottenburg-Mallersdorf) | Karl Anton Lang                          |       | ZEN             |
| Royaume de Bavière                        | Palatinat         | 01 (Spire-Ludwigshafen-Frankenthal) | Ludwig Groß                              |       | Libéral         |
| Royaume de Bavière                        | Palatinat         | 02 (Landau-Neustadt-en-Haardt) | Ludwig Andreas Jordan                    |       | NLP             |
| Royaume de Bavière                        | Palatinat         | 03 (Germersheim-Bergzabern) | Moritz Bolza                             |       | NLP             |
| Royaume de Bavière                        | Palatinat         | 04 (Deux-Ponts-Pirmasens) | Karl Heinrich Schmidt                    |       | NLP             |
| Royaume de Bavière                        | Palatinat         | 05 (Hombourg-Kusel) | Franz Armand Buhl                        |       | NLP             |
| Royaume de Bavière                        | Palatinat         | 06 (Kaiserslautern-Kirchheimbolanden) | August Zinn                              |       | Libéral         |
| Royaume de Bavière                        | Haut-Palatinat    | 01 (Ratisbonne-Burglengenfeld-Stadtamhof) | Johann Brückl                            |       | ZEN             |
| Royaume de Bavière                        | Haut-Palatinat    | 02 (Amberg-Nabburg-Sulzbach-Eschenbach) | Franz Rußwurm                            |       | ZEN             |
| Royaume de Bavière                        | Haut-Palatinat    | 03 (Neumarkt-Velburg-Hemau) | Johann Michael Triller                   |       | ZEN             |
| Royaume de Bavière                        | Haut-Palatinat    | 04 (Neunburg-Waldmünchen-Cham-Roding) | Michael Datzl                            |       | ZEN             |
| Royaume de Bavière                        | Haut-Palatinat    | 05 (Neustadt-sur-la-Waldnaab-Vohenstrauß-Tirschenreuth) | Joseph Lindner                           |       | ZEN             |
| Royaume de Bavière                        | Haute-Franconie   | 01 (Hof-Naila-Rehau-Münchberg) | Friedrich von Schauß                     |       | NLP             |
| Royaume de Bavière                        | Haute-Franconie   | 02 (Bayreuth-Wunsiedel-Berneck) | Friedrich von Feustel                    |       | NLP             |
| Royaume de Bavière                        | Haute-Franconie   | 03 (Forchheim-Kulmbach-Pegnitz-Ebermannstadt) | Clovis de Hohenlohe-Schillingsfürst      |       | DRP             |
| Royaume de Bavière                        | Haute-Franconie   | 04 (Kronach-Staffelstein-Lichtenfels-Stadtsteinach-Teuschnitz) | Friedrich Frank                          |       | ZEN             |
| Royaume de Bavière                        | Haute-Franconie   | 05 (Bamberg-Höchstadt) | Heinrich Horneck von Weinheim            |       | ZEN             |
| Royaume de Bavière                        | Moyenne-Franconie | 01 (Nuremberg) | Wolf Frankenburger                       |       | DFP             |
| Royaume de Bavière                        | Moyenne-Franconie | 02 (Erlangen-Fürth-Hersbruck) | Heinrich Marquardsen                     |       | NLP             |
| Royaume de Bavière                        | Moyenne-Franconie | 03 (Ansbach-Schwabach-Heilsbronn) | Karl Herz                                |       | DFP             |
| Royaume de Bavière                        | Moyenne-Franconie | 04 (Eichstätt-Beilngries-Weissembourg) | Albert Stöckl                            |       | ZEN             |
| Royaume de Bavière                        | Moyenne-Franconie | 05 (Dinkelsbühl-Gunzenhausen-Feuchtwangen) | Otto Erhard                              |       | DFP             |
| Royaume de Bavière                        | Moyenne-Franconie | 06 (Rothembourg-sur-la-Tauber-Neustadt-sur-l'Aisch) | Friedrich Pabst                          |       | NLP             |
| Royaume de Bavière                        | Basse-Franconie   | 01 (Aschaffenbourg-Alzenau-Obernburg-Miltenberg) | Thomas Hauck                             |       | ZEN             |
| Royaume de Bavière                        | Basse-Franconie   | 02 (Kitzingen-Gerolzhofen-Ochsenfurt) | Clemens August von Schönborn-Wiesentheid |       | ZEN             |
| Royaume de Bavière                        | Basse-Franconie   | 03 (Lohr-Karlstadt-Hamelbourg-Marktheidenfeld-Gemünden) | Georg Arbogast von und zu Franckenstein  |       | ZEN             |
| Royaume de Bavière                        | Basse-Franconie   | 04 (Neustadt-sur-la-Saale-Brückenau-Mellrichstadt-Königshofen-Kissingen) | Gustav von Habermann                     |       | ZEN             |
| Royaume de Bavière                        | Basse-Franconie   | 05 (Schweinfurt-Haßfurt-Ebern) | Friedrich von Luxburg                    |       | DRP             |
| Royaume de Bavière                        | Basse-Franconie   | 06 (Wurtzbourg) | Ludwig von Zu Rhein                      |       | ZEN             |
| Royaume de Bavière                        | Souabe            | 01 (Augsbourg-Wertingen) | Josef Edmund Jörg                        |       | ZEN             |
| Royaume de Bavière                        | Souabe            | 02 (Donauwörth-Nördlingen-Neubourg) | Max Mayer                                |       | ZEN             |
| Royaume de Bavière                        | Souabe            | 03 (Dillingen-Guntzbourg-Zusmarshausen) | Hartmann Fugger von Kirchberg            |       | ZEN             |
| Royaume de Bavière                        | Souabe            | 04 (Illertissen-Neu-Ulm-Memmingen-Krumbach) | Ludwig von Aretin                        |       | ZEN             |
| Royaume de Bavière                        | Souabe            | 05 (Kaufbeuren-Mindelheim-Oberdorf-Füssen) | Matthias Merkle                          |       | ZEN             |
| Royaume de Bavière                        | Souabe            | 06 (Immenstadt-Sonthofen-Kempten-en-Allgäu-Lindau) | Joseph Völk                              |       | NLP             |
| Royaume de Saxe                           |                   | 01 (Zittau) | Julius Pfeiffer                          |       | NLP             |
| Royaume de Saxe                           |                   | 02 (Löbau) | Julius Frühauf                           |       | NLP             |
| Royaume de Saxe                           |                   | 03 (Bautzen-Kamenz-Bischofswerda) | Theodor Reich                            |       | DKP             |
| Royaume de Saxe                           |                   | 04 (Dresde-rive-droite-Radeberg-Radeburg) | Friedrich von Schwarze                   |       | DRP             |
| Royaume de Saxe                           |                   | 05 (Dresde-rive-gauche) | August Bebel                             |       | SAP             |
| Royaume de Saxe                           |                   | 06 (Dresde-Campagne-Dippoldiswalde) | Karl Gustav Ackermann                    |       | DKP             |
| Royaume de Saxe                           |                   | 07 (Meissen-Großenhain-Riesa) | Gustav Richter                           |       | DRP             |
| Royaume de Saxe                           |                   | 08 (Pirna-Sebnitz) | Arthur Eysoldt                           |       | DFP             |
| Royaume de Saxe                           |                   | 09 (Freiberg-Hainichen) | August Penzig                            |       | NLP             |
| Royaume de Saxe                           |                   | 10 (Döbeln-Nossen-Leisnig) | Georg Ludwig August Walter               |       | DFP             |
| Royaume de Saxe                           |                   | 11 (Oschatz-Wurzen-Grimma) | Theodor Günther                          |       | DRP             |
| Royaume de Saxe                           |                   | 12 (Leipzig-Ville) | Eduard Stephani                          |       | NLP             |
| Royaume de Saxe                           |                   | 13 (Leipzig-Campagne-Taucha-Markranstädt-Zwenkau) | Georg Adolf Demmler                      |       | SAP             |
| Royaume de Saxe                           |                   | 14 (Borna-Geithain-Rochlitz) | Karl Heinrich                            |       | DKP             |
| Royaume de Saxe                           |                   | 15 (Mittweida-Frankenberg-Augustusburg) | Julius Gensel                            |       | NLP             |
| Royaume de Saxe                           |                   | 16 (Chemnitz) | Johann Most                              |       | SAP             |
| Royaume de Saxe                           |                   | 17 (Glauchau-Meerane-Hohenstein-Ernstthal) | Wilhelm Bracke                           |       | SAP             |
| Royaume de Saxe                           |                   | 18 (Zwickau-Crimmitschau-Werdau) | Julius Motteler                          |       | SAP             |
| Royaume de Saxe                           |                   | 19 (Stollberg-Schneeberg) | Wilhelm Liebknecht                       |       | SAP             |
| Royaume de Saxe                           |                   | 20 (Marienberg-Zschopau) | Eduard Brockhaus                         |       | NLP             |
| Royaume de Saxe                           |                   | 21 (Annaberg-Schwarzenberg-Johanngeorgenstadt) | Eugen Holtzmann                          |       | NLP             |
| Royaume de Saxe                           |                   | 22 (Auerbach-Zschopau) | Ignaz Auer                               |       | SAP             |
| Royaume de Saxe                           |                   | 23 (Plauen-Oelsnitz-Klingenthal) | Otto Meusel                              |       | DKP             |
| Royaume de Wurtemberg                     |                   | 01 (Stuttgart) | Julius Hölder                            |       | NLP             |
| Royaume de Wurtemberg                     |                   | 02 (Cannstatt-Louisbourg-Marbach-Waiblingen) | Karl von Varnbüler                       |       | DRP             |
| Royaume de Wurtemberg                     |                   | 03 (Heilbronn-Besigheim-Brackenheim-Neckarsulm) | Gottlieb von Huber                       |       | NLP             |
| Royaume de Wurtemberg                     |                   | 04 (Böblingen-Vaihingen-Leonberg-Maulbronn) | Otto von Knapp                           |       | DRP             |
| Royaume de Wurtemberg                     |                   | 05 (Esslingen-Nürtingen-Kirchheim-Urach) | Friedrich Retter                         |       | DtVP            |
| Royaume de Wurtemberg                     |                   | 06 (Reutlingen-Tübingen-Rottenburg) | Friedrich von Payer                      |       | DtVP            |
| Royaume de Wurtemberg                     |                   | 07 (Nagold-Calw-Neuenbürg-Herrenberg) | Julius Staelin                           |       | DRP             |
| Royaume de Wurtemberg                     |                   | 08 (Freudenstadt-Horb-Oberndorf-Sulz) | Ernst Wirth                              |       | NLP             |
| Royaume de Wurtemberg                     |                   | 09 (Balingen-Rottweil-Spaichingen-Tuttlingen) | Ludwig Schwarz                           |       | DFP             |
| Royaume de Wurtemberg                     |                   | 10 (Gmünd-Göppingen-Welzheim-Schorndorf) | Julius Diefenbach                        |       | DRP             |
| Royaume de Wurtemberg                     |                   | 11 (Hall-Backnang-Öhringen-Weinsberg) | Gustav von Bühler                        |       | DRP             |
| Royaume de Wurtemberg                     |                   | 12 (Gerabronn-Crailsheim-Mergentheim-Künzelsau) | Hermann de Hohenlohe-Langenbourg         |       | DRP             |
| Royaume de Wurtemberg                     |                   | 13 (Aalen-Gaildorf-Neresheim-Ellwangen) | Franz Xaver Leonhard                     |       | ZEN             |
| Royaume de Wurtemberg                     |                   | 14 (Ulm-Heidenheim-Geislingen) | Karl von Heim                            |       | DRP             |
| Royaume de Wurtemberg                     |                   | 15 (Ehingen-Blaubeuren-Laupheim-Münsingen) | Karl von Schmid                          |       | DRP             |
| Royaume de Wurtemberg                     |                   | 16 (Biberach-Leutkirch-Waldsee-Wangen) | Kajetan von Bissingen-Nippenburg         |       | ZEN             |
| Royaume de Wurtemberg                     |                   | 17 (Ravensbourg-Tettnang-Saulgau-Riedlingen) | Constantin von Waldburg-Zeil             |       | ZEN             |
| Grand-duché de Bade                       |                   | 01 (Constance-Überlingen-Stockach) | Franz Xaver Heilig                       |       | NLP             |
| Grand-duché de Bade                       |                   | 02 (Donaueschingen-Villingen) | Robert Gerwig                            |       | NLP             |
| Grand-duché de Bade                       |                   | 03 (Waldshut-Säckingen-Neustadt-en-Forêt-Noire) | Joseph Hebting                           |       | NLP             |
| Grand-duché de Bade                       |                   | 04 (Lörrach-Müllheim) | Markus Pflüger                           |       | NLP             |
| Grand-duché de Bade                       |                   | 05 (Fribourg-Emmendingen) | Albert Bürklin                           |       | NLP             |
| Grand-duché de Bade                       |                   | 06 (Lahr-Wolfach) | Wilhelm Morstadt                         |       | NLP             |
| Grand-duché de Bade                       |                   | 07 (Offenbourg-Kehl) | Carl Baer                                |       | NLP             |
| Grand-duché de Bade                       |                   | 08 (Rastatt-Bühl-Baden-Baden) | Franz Xaver Lender                       |       | ZEN             |
| Grand-duché de Bade                       |                   | 09 (Pforzheim-Ettlingen) | Casimir Rudolf Katz                      |       | DKP             |
| Grand-duché de Bade                       |                   | 10 (Karlsruhe-Bruchsal) | August Eisenlohr                         |       | NLP             |
| Grand-duché de Bade                       |                   | 11 (Mannheim) | Ferdinand Scipio                         |       | NLP             |
| Grand-duché de Bade                       |                   | 12 (Heidelberg-Mosbach) | Wilhelm Blum                             |       | NLP             |
| Grand-duché de Bade                       |                   | 13 (Bretten-Sinsheim) | Friedrich Kiefer                         |       | NLP             |
| Grand-duché de Bade                       |                   | 14 (Tauberbischofsheim-Buchen) | Franz von und zu Bodman                  |       | ZEN             |
| Grand-duché de Hesse                      |                   | 01 (Giessen) | Adalbert Nordeck zur Rabenau             |       | DRP             |
| Grand-duché de Hesse                      |                   | 02 (Friedberg-Büdingen) | Bernhard Schroeder                       |       | NLP             |
| Grand-duché de Hesse                      |                   | 03 (Lauterbach-Alsfeld-Schotten) | Eduard Wadsack                           |       | NLP             |
| Grand-duché de Hesse                      |                   | 04 (Darmstadt-Groß-Gerau) | Wilhelm Büchner                          |       | DFP             |
| Grand-duché de Hesse                      |                   | 05 (Offenbach-Dieburg) | Friedrich Dernburg                       |       | NLP             |
| Grand-duché de Hesse                      |                   | 06 (Erbach-Bensheim) | Georg Martin                             |       | NLP             |
| Grand-duché de Hesse                      |                   | 07 (Worms-Heppenheim) | Cornelius Wilhelm von Heyl zu Herrnsheim |       | NLP             |
| Grand-duché de Hesse                      |                   | 08 (Bingen-Alzey) | Ludwig Bamberger                         |       | NLP             |
| Grand-duché de Hesse                      |                   | 09 (Mayence-Oppenheim) | Georg Oechsner                           |       | DtVP            |
| Grand-duché de Mecklembourg-Schwerin      |                   | 01 (Hagenow-Toddin-Bakendorf-Lübtheen-Grevesmühlen -Grevesmühlen-Plüschow-Wittenburg-Walsmühlen-Zarrentin-Wittenburg) | August Moeller                           |       | NLP             |
| Grand-duché de Mecklembourg-Schwerin      |                   | 02 (Schwerin-Chevalerie-Schwerin-Domaine-Crivitz-Chevalerie -Crivitz-Domaine-Wismar-Poel-Mecklembourg-Redentin-Gadebusch -Gadebusch-Rehna-Mecklembourg-Sternberg -Warin-Neukloster-Sternberg-Tempzin)                       | Bernhard Heinrich Wehmeyer               |       | NLP             |
| Grand-duché de Mecklembourg-Schwerin      |                   | 03 (Boizenburg-Chevalerie-Boizenburg-Domaine-Dobbertin-Dömitz -Goldberg-Grabow-Grabow-Eldena-Lübz-Lübz-Marnitz -Neustadt-en-Mecklembourg-Abbaye-Neustadt-en-Mecklembourg-Chevalerie -Neustadt-en-Mecklembourg-Domaine-Plau) | Moritz Wiggers                           |       | DFP             |
| Grand-duché de Mecklembourg-Schwerin      |                   | 04 (Gnoien-Dargun-Gnoien-Neukalen-Ivenack-Malchow-Neukalen -Stavenhagen-Chevalerie-Stavenhagen-Domaine-Wredenhagen-Chevalerie -Wredenhagen-Domaine)                                                                         | Hermann Pogge                            |       | NLP             |
| Grand-duché de Mecklembourg-Schwerin      |                   | 05 (Bützow-Chevalerie-Bützow-Domaine-Bützow-Rühn-Doberan -Ribnitz-Abbaye-Ribnitz-Chevalerie-Ribnitz-Domaine -Toitenwinkel zu Rostock)                                                                                       | Michael Baumgarten                       |       | DFP             |
| Grand-duché de Mecklembourg-Schwerin      |                   | 06 (Güstrow-Rossewitz-Güstrow-Schwaan-Chevalerie-Schwaan-Domaine) | Julius Wiggers                           |       | Libéral         |
| Grand-duché de Saxe-Weimar-Eisenach       |                   | 01 (Weimar-Apolda) | Fritz Krieger                            |       | NLP             |
| Grand-duché de Saxe-Weimar-Eisenach       |                   | 02 (Eisenach-Dermbach) | Friedrich Sommer                         |       | NLP             |
| Grand-duché de Saxe-Weimar-Eisenach       |                   | 03 (Iéna-Neustadt-sur-l'Orla) | Carl Slevogt                             |       | NLP             |
| Grand-duché de Mecklembourg-Strelitz      |                   | 01 (Neustrelitz, Neubrandenbourg-Schönberg) | Franz Pogge                              |       | NLP             |
| Grand-duché d'Oldenbourg                  |                   | 01 (Oldenbourg-Eutin-Birkenfeld) | Werner Lentz                             |       | NLP             |
| Grand-duché d'Oldenbourg                  |                   | 02 (Jever-Rüstringen-Brake-Westerstede-Varel-Elsfleth-Butjadingen) | Hermann Becker                           |       | NLP             |
| Grand-duché d'Oldenbourg                  |                   | 03 (Vechta-Delmenhorst-Cloppenburg-Wildeshausen-Friesoythe) | Ferdinand Heribert von Galen             |       | ZEN             |
| Duché de Brunswick                        |                   | 01 (Brunswick-Blankenburg) | Wilhelm Bode                             |       | NLP             |
| Duché de Brunswick                        |                   | 02 (Helmstedt-Wolfenbüttel) | August Kuntzen                           |       | NLP             |
| Duché de Brunswick                        |                   | 03 (Holzminden-Gandersheim) | Ferdinand Koch                           |       | NLP             |
| Duché de Saxe-Meiningen                   |                   | 01 (Meiningen-Hildburghausen) | Eduard Rückert                           |       | NLP             |
| Duché de Saxe-Meiningen                   |                   | 02 (Sonneberg-Saalfeld) | Eduard Lasker                            |       | NLP             |
| Duché de Saxe-Altenbourg                  |                   | 01 (Altenbourg-Roda) | Gustav Richard Wagner                    |       | NLP             |
| Duché de Saxe-Cobourg et Gotha            |                   | 01 (Cobourg) | Friedrich Forkel                         |       | NLP             |
| Duché de Saxe-Cobourg et Gotha            |                   | 02 (Gotha) | Julius Hopf                              |       | NLP             |
| Duché d'Anhalt                            |                   | 01 (Dessau-Zerbst) | Ludwig von Cuny                          |       | NLP             |
| Duché d'Anhalt                            |                   | 02 (Bernbourg-Köthen-Ballenstedt) | Julius Kraaz                             |       | NLP             |
| Principauté de Schwarzbourg-Rudolstadt    |                   | 01 (Königsee-Frankenhausen) | Adolph Hoffmann                          |       | DFP             |
| Principauté de Schwarzbourg-Sondershausen |                   | 01 (Sondershausen-Arnstadt-Gehren-Ebeleben) | Hermann Friedrich Valentin               |       | NLP             |
| Principauté de Waldeck-Pyrmont            |                   | 01 (Eider-Twiste-Eisenberg-Pyrmont) | Theodor von Bunsen                       |       | NLP             |
| Principauté de Reuss branche aînée        |                   | 01 (Greiz-Burgk) | Wilhelm Blos                             |       | SAP             |
| Principauté Reuss branche cadette         |                   | 01 (Gera-Schleiz) | Albert Traeger                           |       | DFP             |
| Principauté de Schaumbourg-Lippe          |                   | 01 (Bückeburg-Stadthagen) | Franz Fritz von Dücker                   |       | NLP             |
| Principauté de Lippe                      |                   | 01 (Blomberg-Brake-Detmold-Lipperode-Cappel-Schötmar) | Franz Hausmann                           |       | DFP             |
| Lübeck                                    |                   | 01 (Lübeck) | Karl Peter Klügmann                      |       | NLP             |
| Brême                                     |                   | 01 (Brême-Bremerhaven) | Alexander Georg Mosle                    |       | NLP             |
| Hambourg                                  |                   | 01 (Neustadt-Sankt Pauli) | Rudolf Heinrich Möring                   |       | NLP             |
| Hambourg                                  |                   | 02 (Altstadt-Saint-Georges-Hammerbrook) | Carl Bauer                               |       | NLP             |
| Hambourg                                  |                   | 03 (Hambourg-Campagne-Landherrenschaften) | Isaac Wolffson                           |       | NLP             |
| Alsace-Lorraine                           |                   | 01 (Altkirch-Thann) | Landelin Winterer                        |       | Alsace-Lorraine |
| Alsace-Lorraine                           |                   | 02 (Mulhouse) | Jean Dollfus                             |       | Alsace-Lorraine |
| Alsace-Lorraine                           |                   | 03 (Colmar) | Charles Grad                             |       | Alsace-Lorraine |
| Alsace-Lorraine                           |                   | 04 (Guebwiller) | Joseph Guerber                           |       | Alsace-Lorraine |
| Alsace-Lorraine                           |                   | 05 (Ribeauvillé) | Jacob Ignatius Simonis                   |       | Alsace-Lorraine |
| Alsace-Lorraine                           |                   | 06 (Sélestat) | Louis Heckmann-Stintzy                   |       | Alsace-Lorraine |
| Alsace-Lorraine                           |                   | 07 (Molsheim-Erstein) | Achille Rack                             |       | Alsace-Lorraine |
| Alsace-Lorraine                           |                   | 08 (Strasbourg-Ville) | Gustav Adolf Bergmann                    |       | Alsace-Lorraine |
| Alsace-Lorraine                           |                   | 09 (Strasbourg-Campagne) | Jean North                               |       | Alsace-Lorraine |
| Alsace-Lorraine                           |                   | 10 (Hagenau-Wissembourg) | Xavier Nessel                            |       | Alsace-Lorraine |
| Alsace-Lorraine                           |                   | 11 (Saverne) | Auguste Schneegans                       |       | Alsace-Lorraine |
| Alsace-Lorraine                           |                   | 12 (Sarreguemines-Forbach) | Édouard Jaunez                           |       | Alsace-Lorraine |
| Alsace-Lorraine                           |                   | 13 (Boulay-Thionville-Est-Thionville-Ouest) | Charles Abel                             |       | Alsace-Lorraine |
| Alsace-Lorraine                           |                   | 14 (Metz-Ville-Metz-Campagne) | Paul Théodore Auguste Bezanson           |       | Alsace-Lorraine |
| Alsace-Lorraine                           |                   | 15 (Sarrebourg-Château-Salins) | Charles Germain                          |       | Alsace-Lorraine |